# 道の駅美良布

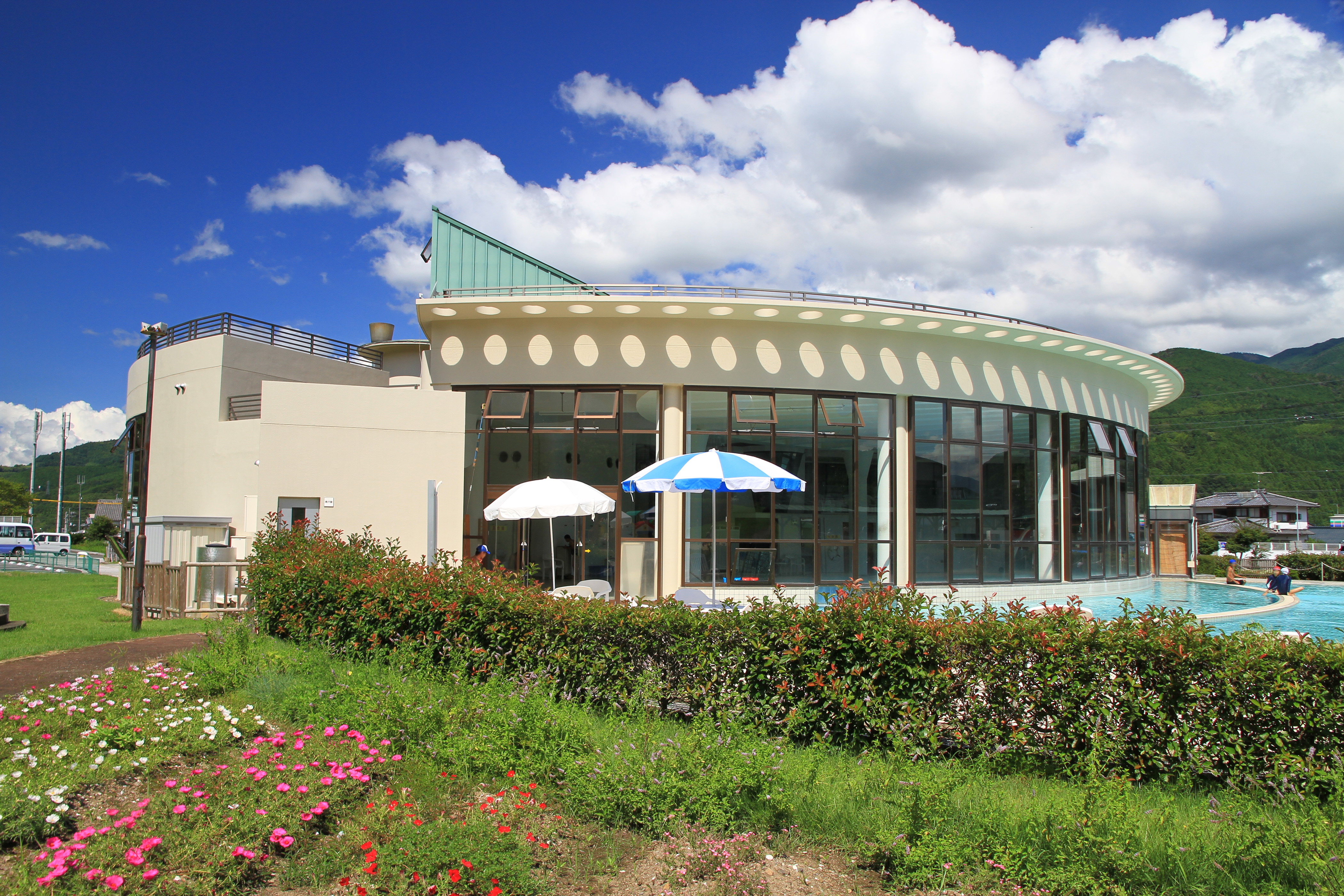
健康センターセレネ

道の駅美良布（みちのえき びらふ）は、高知県香美市にある国道195号の道の駅である。

## 施設
- 駐車場
  - 普通車：113台
  - 大型車：3台
- トイレ
  - 男：大 5器（1器）、小 5器（2器）
  - 女：9器（2器）
  - 身障者用：3器（1器）

※（）内は、24時間利用可能
- 公衆電話
- レストラン
- ホテル
- トレーニングルーム
- 温水プール
- 韮生の里 美良布直販店

## 休館日
- 毎週火曜日（祝日の場合、翌日）
※ ただし、春休み、GW、夏休み、冬休みは無休
- 不定休 3 - 4日ほどあり

## 周辺
- 香美市立やなせたかし記念館（愛称名・アンパンマンミュージアム）
- 大川上美良布神社
- 別府峡